# Ozimops cobourgianus
Ozimops cobourgianus és una espècie de ratpenat de la família dels molòssids. És endèmic d'Austràlia. Els seus hàbitats naturals són els boscos de manglar, així com els boscos de Melanoleuca, les selves pluvials, els boscos d'eucaliptus, les planes d'inundació obertes i les planes costaneres salines. És una espècie en risc mínim, és a dir, no sembla que hi hagi cap amenaça significativa per a la seva supervivència.